# Galatasaray Spor Kulübü 2017-2018 (pallavolo maschile)
Questa voce raccoglie le informazioni riguardanti il Galatasaray Spor Kulübü nelle competizioni ufficiali della stagione 2017-2018.

## Organigramma societario
Area direttiva
- Presidente: Dursun Özbek

Area tecnica
- Allenatore: Nedim Özbey
- Allenatore in seconda: Umut Çakır
- Assistente allenatore: Hüseyin Gültekin
- Scoutman: Mertcan Kır

## Rosa
| N° | Nome            | Ruolo | Data di nascita   | Nazionalità sportiva |
| -- | --------------- | ----- | ----------------- | -------------------- |
| 1  | Boğaçhan Zambak | P     | 28 febbraio 1994  | Turchia              |
| 2  | Teodor Todorov  | C     | 1º settembre 1989 | Bulgaria             |
| 3  | Melih Sıratça   | S     | 12 febbraio 1996  | Turchia              |
| 4  | Ertuğrul Metin  | S     | 1º gennaio 1996   | Turchia              |
| 6  | Özgür Türkmen   | S     | 22 gennaio 1998   | Turchia              |
| 7  | Aleh Achrem     | S     | 12 marzo 1983     | Bielorussia          |
| 8  | Onurcan Çakır   | L     | 27 settembre 1995 | Turchia              |
| 9  | Yasin Aydın     | S     | 11 luglio 1995    | Turchia              |
| 10 | Can Ayvazoğlu   | L     | 14 settembre 1979 | Turchia              |
| 11 | Hüseyin Koç     | P     | 30 luglio 1979    | Turchia              |
| 12 | Emin Gök        | C     | 15 febbraio 1988  | Turchia              |
| 13 | Daudi Okello    | O     | 20 settembre 1995 | Uganda               |
| 16 | Ufuk Minici     | O     | 20 gennaio 1991   | Turchia              |
| 17 | Doğukan Ulu     | C     | 30 ottobre 1995   | Turchia              |

## Statistiche

### Statistiche di squadra
| Competizione     | Punti | In casa | In casa | In casa | In trasferta | In trasferta | In trasferta | Totale | Totale | Totale |
| Competizione     | Punti | G       | V       | P       | G            | V            | P            | G      | V      | P      |
| ---------------- | ----- | ------- | ------- | ------- | ------------ | ------------ | ------------ | ------ | ------ | ------ |
| Efeler Ligi      | 32,3  | 14      | 9       | 5       | 16           | 7            | 9            | 30     | 16     | 14     |
| Coppa di Turchia | -     | 1       | 1       | 0       | 1            | 1            | 0            | 3      | 2      | 1      |
| Totale           | -     | 15      | 10      | 5       | 17           | 8            | 9            | 33     | 18     | 15     |

G = partite giocate; V = partite vinte; P = partite perse

### Statistiche dei giocatori
| Giocatore    | Efeler Ligi | Efeler Ligi | Efeler Ligi | Efeler Ligi | Efeler Ligi | Coppa di Turchia | Coppa di Turchia | Coppa di Turchia | Coppa di Turchia | Coppa di Turchia | Totale | Totale | Totale | Totale | Totale |
| Giocatore    | P           | PT          | AV          | MV          | BV          | P                | PT               | AV               | MV               | BV               | P      | PT     | AV     | MV     | BV     |
| ------------ | ----------- | ----------- | ----------- | ----------- | ----------- | ---------------- | ---------------- | ---------------- | ---------------- | ---------------- | ------ | ------ | ------ | ------ | ------ |
| A. Achrem    | 28          | 302         | 244         | 37          | 21          | 3                | 12               | 10               | 0                | 2                | 31     | 314    | 254    | 37     | 23     |
| Y. Aydın     | 29          | 313         | 252         | 36          | 25          | 3                | 33               | 29               | 1                | 3                | 32     | 346    | 281    | 37     | 28     |
| C. Ayvazoğlu | 27          | 0           | 0           | 0           | 0           | 2                | 0                | 0                | 0                | 0                | 29     | 0      | 0      | 0      | 0      |
| O. Çakır     | 20          | 0           | 0           | 0           | 0           | 2                | 0                | 0                | 0                | 0                | 22     | 0      | 0      | 0      | 0      |
| E. Gök       | 27          | 184         | 100         | 59          | 25          | 2                | 10               | 5                | 4                | 1                | 29     | 194    | 105    | 63     | 26     |
| H. Koç       | 29          | 85          | 34          | 40          | 11          | 2                | 0                | 0                | 0                | 0                | 31     | 85     | 34     | 40     | 11     |
| E. Metin     | 18          | 20          | 11          | 7           | 2           | 2                | 9                | 6                | 3                | 0                | 20     | 29     | 17     | 10     | 2      |
| U. Minici    | 23          | 82          | 73          | 4           | 5           | 3                | 13               | 13               | 0                | 0                | 26     | 95     | 86     | 4      | 5      |
| D. Okello    | 28          | 416         | 372         | 29          | 15          | 3                | 25               | 22               | 1                | 2                | 31     | 441    | 394    | 30     | 17     |
| M. Sıratça   | 21          | 69          | 57          | 7           | 5           | 3                | 14               | 9                | 4                | 1                | 24     | 83     | 66     | 11     | 6      |
| T. Todorov   | 25          | 183         | 105         | 68          | 10          | 1                | 3                | 2                | 1                | 0                | 26     | 186    | 107    | 69     | 10     |
| Ö. Türkmen   | 9           | 6           | 4           | 1           | 1           | 1                | 6                | 5                | 1                | 0                | 10     | 12     | 9      | 2      | 1      |
| D. Ulu       | 20          | 79          | 40          | 27          | 12          | 3                | 15               | 11               | 2                | 2                | 23     | 94     | 51     | 29     | 14     |
| B. Zambak    | 28          | 13          | 1           | 6           | 6           | 2                | 6                | 2                | 2                | 2                | 30     | 19     | 3      | 8      | 8      |

P = presenze; PT = punti totali; AV = attacchi vincenti; MV = muri vincenti; BV = battute vincenti